# 0 A.D.

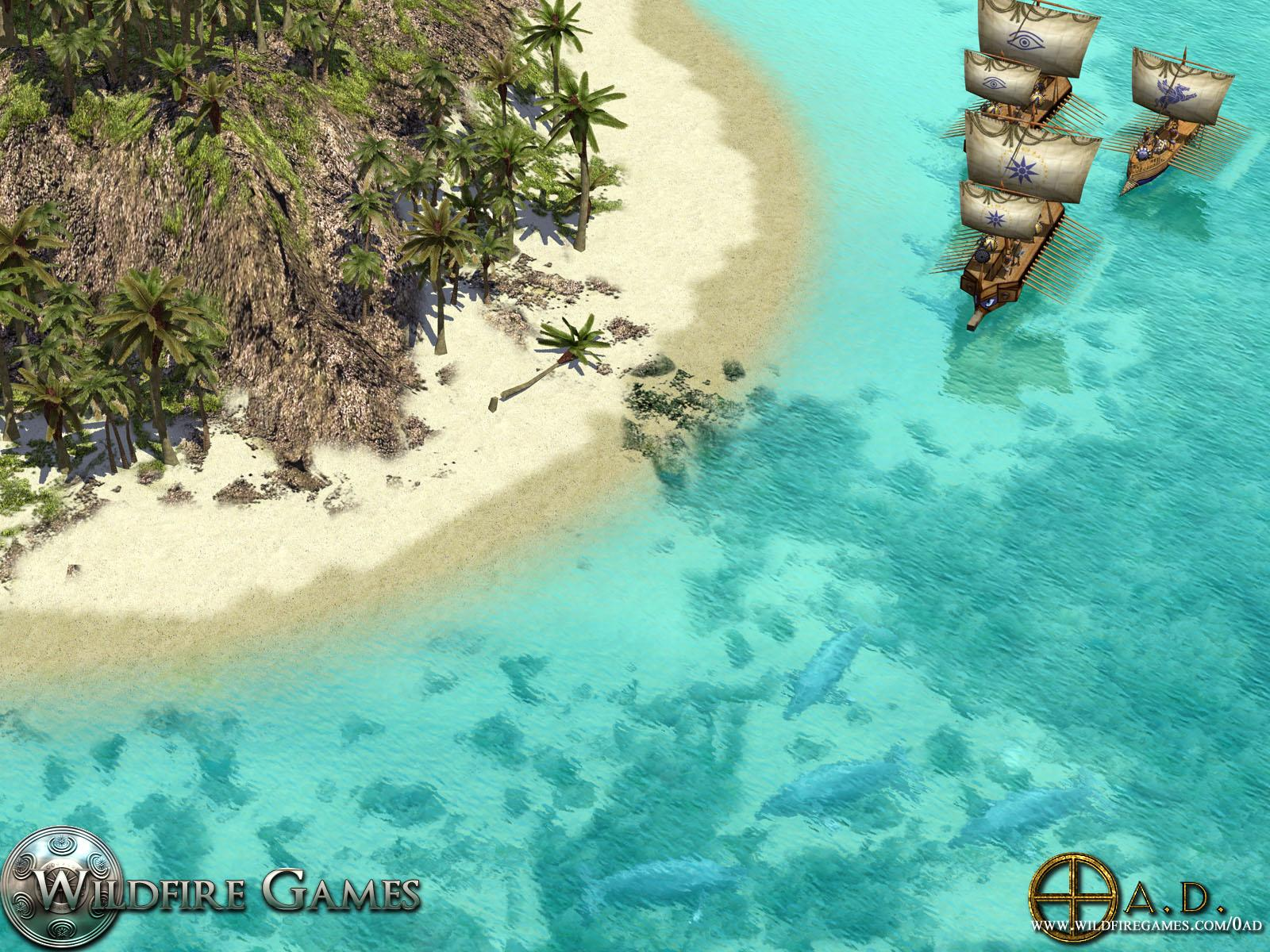

0 A.D. és un videojoc lliure, de codi obert i multiplataforma d'estratègia en temps real desenvolupat per Wildfire Games. És un joc ambientat entre els anys 500 aC i 500 dC. El joc apunta a ser totalment lliure i de codi obert. A més, els desenvolupadors no cobren pas pel seu treball. El joc porta en desenvolupament des de l'any 2000, amb el treball real a partir del 2003. Encara no hi ha data de llançament oficial per a la versió final. El videojoc compta amb traducció en català des del maig de 2014. És multiplataforma Windows, Mac OS, Linux, FreeBSD i OpenBSD.

## Història
El videojoc va començar originalment com un gran concepte, una versió (mod en l'argot informàtic) del joc Age of Empires II: The Age of Kings, el juny de 2001. Amb les limitacions de disseny del joc, l'equip va tornar a intentar de crear un joc totalment independent basat en les seves idees pròpies.
El 10 de juliol de 2009, Wildfire Games va alliberar el codi font de amb llicència GPL 2, i el contingut artístic amb una llicència Creative Commons CC-BY-SA. El 23 de març del 2010 hi havia una quinzena de persones que treballaven en el projecte, però des que va començar el desenvolupament hi ha hagut més d'un centenar de persones que hi han contribuït.
El 5 de setembre de 2013, una campanya de micromecenatge a Indiegogo va ser iniciada amb un objectiu de 160.000 dòlars. Van aconseguir 33.251, que es van utilitzar per contractar un programador. Les finances són administrades per l'organització Software in the Public Interest.
No hi ha data de llançament oficial prevista per la versió final.

### Versions
| Versió   | Versió | Nom           | Data de llançament      | Característiques |
| -------- | ------ | ------------- | ----------------------- | --- |
| Pre-Alfa | 1      |               | 2 d'abril del 2010      | Snapshot per als desenvolupadors de codi font, recursos i la versió compilada del projecte. |
| Pre-Alfa | 2      |               | 12 de juny del 2010     | Nou sistema de moviment per les unitats (cerca de camins i evasió d'obstacles); cues de reclutament als edificis, afegides les unitats al minimapa. |
| Pre-Alfa | 3      |               | 11 de juliol del 2010   | Afegit el suport multijugador, interfície gràfica d'usuari ha sigut redissenyada, millores de la cerca de camins: augmenten les restriccions de moviment al terreny i els costos de moviment, s'afegeixen les unitats flotants.                                                                                                   |
| Alfa     | 1      | Argonaut      | 16 d'agost del 2010     | Nous mapes, animals amb intel·ligència artificial (IA), redissenyada la IA de les unitats, s'afegeix un xat al multijugador. |
| Alfa     | 2      | Bellerophon   | 20 d'octubre del 2010   | Afegida la boira de guerra, el moviment de grups i les formacions bàsiques, les condicions de victòria, millor rendiment de la cerca de camins, millora de la interfície gràfica d'usuari; afegit el bioma de la sabana i nous mapes, remodelació d'edificis celtes.                                                              |
| Alfa     | 3      | Cerberus      | 11 de desembre del 2010 | Mapes circulars, guarnició, millores en la cerca de camins, nous vaixells. nous edificis hel·lens i cèltics, pantalla d'instal·lació millorada; nous mapes. |
| Alfa     | 4      | Daedalus      | 12 de març del 2011     | Afegida la versió prototip d'IA, millora de la boira de guerra, noves unitats navals, armes de setge, ponts, nous efectes de so. |
| Alfa     | 5      | Edetania      | 20 de maig del 2011     | Afegida una nova civilització: ibers, millorat el bot: JuBot; scripts de mapes aleatoris, promocions d'unitat; formacions millorades; partícules: foc, fum, pols en la construcció, espurnes prop de les mines, fulles que cauen, siluetes; nous mapes, efectes de so i pistes de música.                                         |
| Alfa     | 6      | Fortuna       | 10 de juliol de 2011    | Posicions de la unitat: violent, agressiu, defensiu, mantenir la posició, evitar, noves textures del terreny, efectes de so, mapes, unitats i edificis, millores en la interfície de l'editor, suport a les unitats aèries. |
| Alfa     | 7      | Gerònium      | 17 de setembre de 2011  | Afegida una nova civilització: cartaginès; nou disseny del territori dinàmic, disseny nou del menú principal, diverses pistes de la nova música, nous mapes. |
| Alfa     | 8      | Haxāmaniš     | 23 de desembre de 2011  | Afegida una nova civilització: perses. |
| Alfa     | 9      | Ides of March | 15 de març de 2012      | Afegida una nova civilització: romans. |
| Alfa     | 10     | Jhelum        | 16 de maig de 2012      | Noves faccions: espartans, macedonis i atenesos; curació d'unitats gràcies als sacerdots; funcionalitat de clicar i arrossegar les muralles; millores en diverses tecnologies. |
| Alfa     | 11     | Kronos        | 7 de setembre de 2012   | Noves faccions cèltiques: bretons i gals (substitueixen els celtes genèrics); millora de la IA; nou sistema de so; es poden afegir portes a les muralles. |
| Alfa     | 12     | Loucetios     | 16 de desembre de 2012  | Afegida la diplomàcia; muntatge i desmuntatge de màquines de setge; canvis en les formacions i els herois; cinc nous mapes aleatoris. |
| Alfa     | 13     | Magadha       | 2 d'abril de 2013       | Afegida civilització dels indis Maurya, incloent noves unitats i nous edificis; millora del bot IA Aegis; Aegis pot jugar en diferents nivells de dificultat; millora de gràfics i d'interfície d'usuari. |
| Alfa     | 14     | Naukratis     | 4 de setembre de 2013   | Nova construcció: ferrers (millora d'armadura i atac de les unitats); granges infinites; es permet guarir unitats en edificis aliats; millores en el comerç entre aliats; millores en l'atac a distància de certes unitats; es pot canviar la velocitat de joc sempre que es vulgui; s'afegeix un botó d'accés directe a l'heroi. |
| Alfa     | 15     | Osiris        | 24 de desembre de 2013  | Nou vestíbul multijugador; les unitats reben bonificacions quan són a l'abast d'un edifici especial; nova civilització: egipcis Ptolemaics; mapes escaramussa; protecció d'unitats; notificacions d'atacs; recollida automàtica d'unitats en vaixells; canvis en músiques, sons i moviment de les formacions.                     |
| Alfa     | 16     | Patañjali     | 17 de maig de 2014      | Localitzat en tretze llengües, entre els quals, hi ha el català; millores en les formacions militars; nova IA Petra; nova condició de victòria: meravella; afegida «campana» al centre urbà per guarir els civils als edificis propers; nou botó «Llest»al mode multijugador.                                                     |
| Alfa     | 17     | Quercus       | 12 d'octubre de 2014    | Suport naval pel jugador controlat per l'ordinador; millores de boira de guerra; possibilitat de guarir unitats a les muralles; nous mapes «Oasis Siwa» i «Schwarzwald» reequilibri dels combats; millores d'ombres, efectes d'aigua i sons varis.                                                                                |
| Alfa     | 18     | Rhododactylos | 13 de març de 2015      | Nou mode Nòmada; disponible arbre de tecnologies in-game; nous edificis per la civilització Selèucida; canvis interns: SpiderMonkey v31, C++11 Upgrade, nou servidor Wildfire; millores a l'editor de mapes. |
| Alfa     | 19     | Syllepsis     | 26 de novembre de 2015  | Captura d'armes de setge i edificis enemics. Nou algoritme de cerca de camins que millora el rendiment. Gravació de partides. Altura màxima del mapa augmentada |
| Alfa     | 20     | Timosthenes   | 31 de març de 2016      | Nous mapes. Nova tecnologia de pesca. Millores en les opcions gràfiques. Millora d'efectes gràfics. |
| Alfa     | 21     | Ulysses       | 8 de novembre de 2016   | Nous mapes i modes de joc. Canvis en models d'alguns edificis. Millores i canvis en la interfície d'usuari. |
| Alfa     | 22     | Venustas      | 26 de juliol de 2017    | Mode de joc de capturar la relíquia. Millores d'animacions, textures i noves pistes musicals. Dotze mapes nous. Tecnologies d'espionatge i bonificacions d'equip. Gràfics a la pantalla de resum. Afegides diplomàcies a la IA i estratègies d'atac. Allotjament multijugador sense configuració.                                 |
| Alfa     | 23     | Ken Wood      | 17 de maig de 2018      | Afegida nova civilització: cuixites. Nova eina per descarregar Mods. Nous models de cascs, escuts i vestimenta. Combinació de modes de victòria. Colors de diplomàcia. Visualització de l'abast de l'atac. Finestra d'informació de la unitat seleccionada. Nous mapes.                                                           |
|          | 23b    | Ken Wood      | 13 de desembre de 2018  | Petites correccions d'errors i de seguretat. Adaptació al Reglament General de Protecció de Dades |
|          | 24     | Xšayāršā      | 20 de febrer de 2021    | Efectes d'estatut de les unitats, jocs en línia protegits per contrasenya, inventari de mapes |
|          | 25     | Yaunā         | 26 d'agost de 2021      | Millores en la instal·lació de mods i partides classificatòries. |

## Contingut
| Tema principal del 0 A.D. |
|                           |
| Tema principal del 0 A.D. |
|                           |

### Civilitzacions

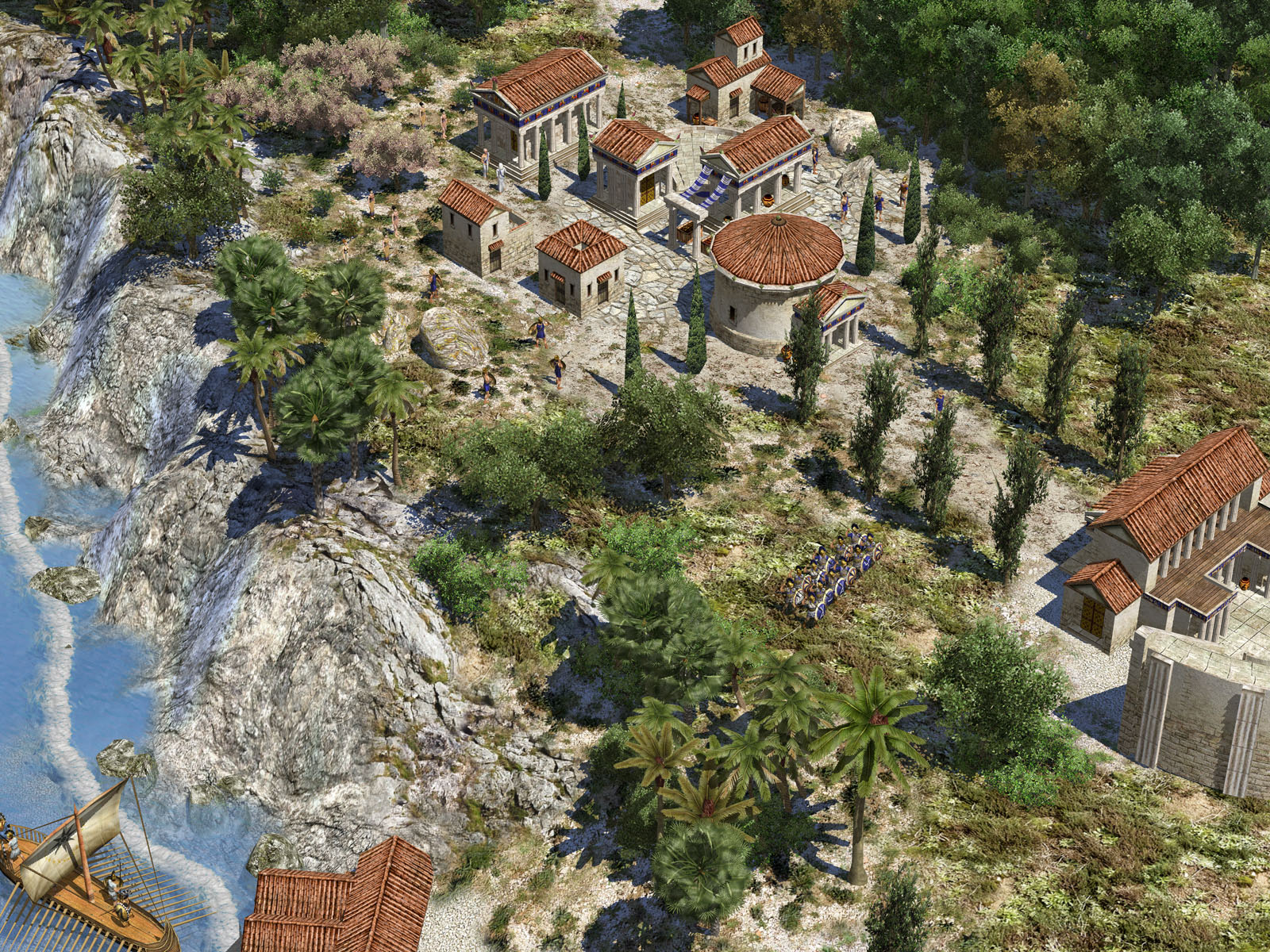
Captura de pantalla del joc, mostrant una ciutat grega

El jugador pot triar qualsevol de vuit civilitzacions de l'antiguitat
- Els cartaginesos hi tenen la major marina de guerra, així com el millor comerç. Les unitats inclouen els elefants de guerra i la Legió Sagrada de Cartago. La major part de la seva llista de tropes, però, està formada per mercenaris.
- Els celtes sobresurten en el combat cos a cos. Els seus punts febles són la marina i el setge. La majoria d'edificis són de fusta, són ràpids i barats de construir, tot i que són menys robustos.
- Els grecs construeixen edificis resistents, trirrems, tenen les tecnologies més barates, i la formació de la falange, que fa que els seus hoplites siguin gairebé invulnerables quan són atacats frontalment.
- Els ibers tenen les unitats d'infanteria i d'arqueria més ràpides del joc. Tanmateix, les seves unitats a distància també tenen la capacitat única de llançar míssils de foc.
- La civilització dels perses és la més cosmopolita, tenen una àmplia varietat de soldats, procedents de les seves satrapies. La infanteria és feble i mal equipada, però pot ser congregada en gran nombre. Tenen la cavalleria més forta del joc i són l'única civilització que compta amb totes les formes de cavalleria, incloent- arquers a cavall. Els seus edificis són també dels més resistents.
- Els romans poden formar la infanteria més forta, els hastats, així com màquines de setge molt més destructives que la resta de civilitzacions. També compten amb la capacitat de construir murs utilitzant la circumval·lació per poder envoltar les ciutats de l'enemic[44]
- Els indis Maurya.
- Els egipcis Ptolemaics.

## Rebuda
0 A.D. va ser votat com un dels Top 100 Best Upcoming Mods and Indies de l'any 2008 per Mod DB. El 2009, ho va fer al Top 100 Best Upcoming Mods and Indies altre cop, així com aconseguir el tercer lloc al Player's Choice Upcoming Indie Game of the Year. El 2010, 0 A.D. va rebre una menció honorable al Player's Choice Upcoming Indie Game of the Year, i va acabar segon la mateixa competició el 2012. Generalment ha sigut ben rebut. Va ser votat per fans com el projecte SourceForge del mes de juny de 2012. Va ser votat al LinuxQuestions.org com l'Open Source Game of the Year els anys 2013 i 2017.